# Apácapacsirta

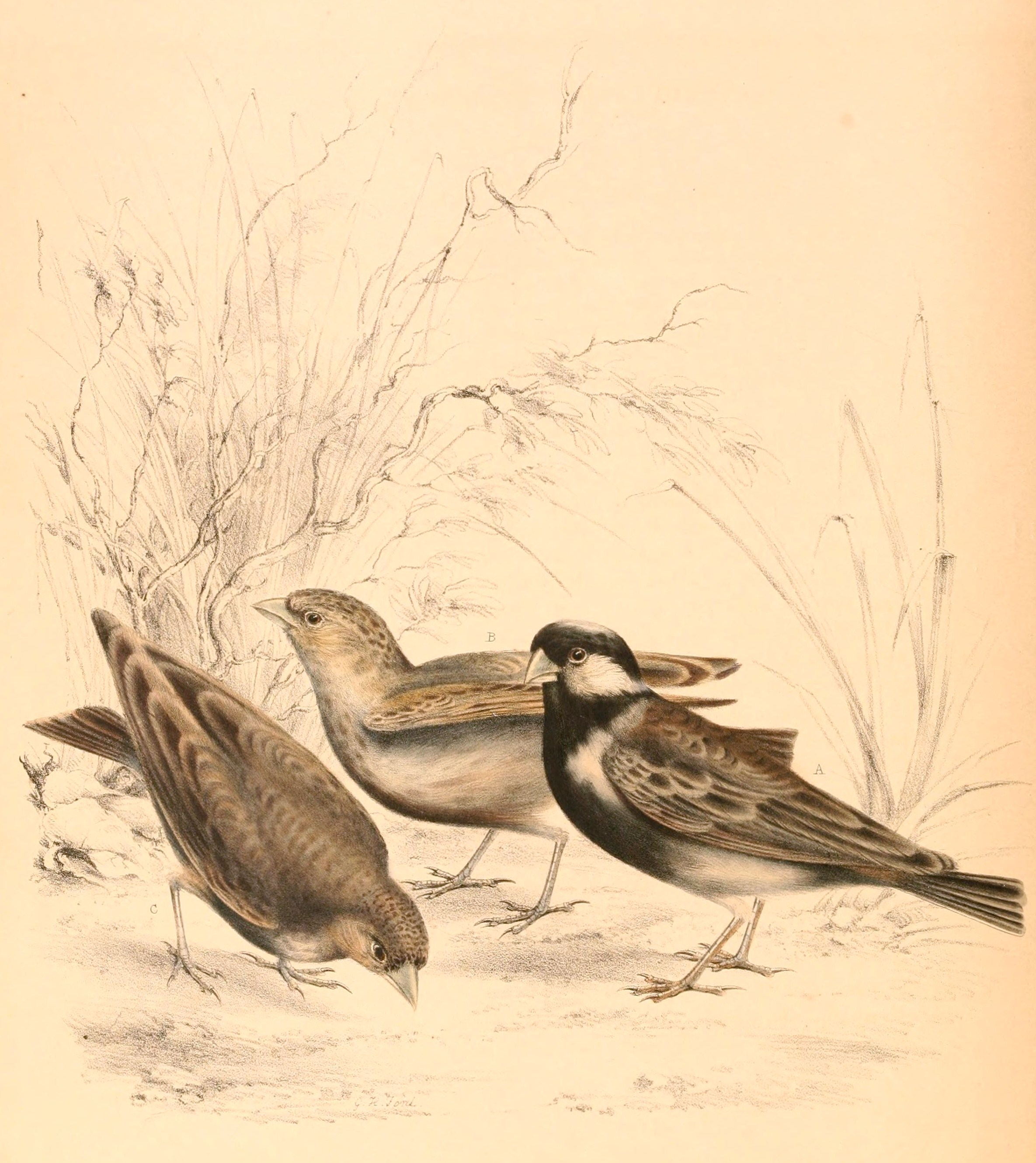
Hím (jobbra), tojó (középen) és fiatal egyed (balra)

Az apácapacsirta (Eremopterix verticalis)  a madarak osztályának verébalakúak (Passeriformes) rendjébe és a pacsirtafélék (Alaudidae) családjába tartozó faj.

## Rendszerezése
A fajt Andrew Smith olasz ornitológus írta le 1836-ban, a Megalotis nembe Megalotis verticalis néven.

## Alfajai
- Eremopterix verticalis damarensis (Roberts, 1931) - Angola partvidéke, Namíbia, nyugat-Botswana, északnyugat-Dél-afrikai Köztársaság, időnként Zambia, nyugat-Zimbabwe területén;
- Eremopterix verticalis harti (Benson & Irwin, 1965) - nyugat-Zambia;
- Eremopterix verticalis khama (Irwin, 1957) - északkelet-Botswana, nyugat-Zimbabwe, időnként Zambia területén;
- Eremopterix verticalis verticalis (A. Smith, 1836) - délnyugat-Zimbabwe, délkelet-Botswana, Dél-afrikai Köztársaság, időnként Zambia területén.

## Előfordulása
Afrika déli részén, Angola, Botswana, a Dél-afrikai Köztársaság, a Kongói Demokratikus Köztársaság, Lesotho, Namíbia, Zambia és Zimbabwe területén honos. Természetes élőhelyei a szubtrópusi és trópusi száraz gyepek és cserjések, folyók és patakok környékén, valamint legelők és szántóföldek. Állandó, de kóborló faj.

## Megjelenése
Testhossza 13 centiméter, testtömege 13-21 gramm. A hím sötét fejének két oldalán fehér foltot visel.
|  |

## Életmódja
Magvakkal és növényekkel táplálkozik, de rovarokat, mint a lepkéket, méheket, darazsakat, sáskákat és a hangyákat is fogyaszt.

## Szaporodása
A talajra készíti csésze alakú fészkét. Fészekalja 1-5 tojásból áll.

## Természetvédelmi helyzete
Az elterjedési területe rendkívül nagy, egyedszáma pedig stabil. A Természetvédelmi Világszövetség Vörös listáján nem fenyegetett fajként szerepel.